# Harvard College Observatory
L'Harvard College Observatory (HCO, Osservatorio di Harvard) è un'istituzione che amministra una serie di edifici e strumenti usati per la ricerca astronomica.
Si trova a Cambridge, Massachusetts negli Stati Uniti e fu fondato nel 1839.

Con lo Smithsonian Astrophysical Observatory forma parte dell'Harvard-Smithsonian Center for Astrophysics.

## Storia
Tra il 1847 e il 1852, il fotografo John Adams Whipple e l'astronomo William Cranch Bond, all'epoca direttore dell'osservatorio, usarono il grande telescopio rifrattore dell'osservatorio per produrre immagini della Luna di considerevole dettaglio e chiarezza. Al tempo era il più grande telescopio del mondo, e le loro immagini della Luna ottennero il premio per la fotografia alla Crystal Palace Exhibition di Londra nel 1851.

Il 16 luglio del 1850, Whipple e Bond fecero il primo dagherrotipo di una stella: Vega.
Molte donne all'HCO fecero la storia della ricerca astronomica. In particolare Annie Jump Cannon e Henrietta Swan Leavitt, assunte in origine per fare calcoli matematici a mano ed esaminare fotografie seppero dare grande contributo nel campo della classificazione stellare. Altre astronome che meritano menzione sono Williamina Paton Fleming, Antonia Maury, Evelyn Leland e Cecilia Payne-Gaposchkin.
Il Minor Planet Center accredita la scoperta di alcuni asteroidi allo Harvard Observatory.

## Nella letteratura
Nel romanzo di Jules Verne Dalla Terra alla Luna il Gun Club che organizza il lancio del missile sulla luna si appoggia per la consulenza scientifica all'osservatorio di Harvard, chiamato nel libro "Osservatorio di Cambridge".